# Nelson Trad fils
Nelson Trad fils, né à Campo Grande le 5 septembre 1961, mieux connu sous le nom de Nelsinho Trad, est un médecin et homme politique brésilien, affilié au Parti social-démocrate (PSD). Il a été maire de Campo Grande et est actuellement sénateur du Mato Grosso do Sul.

## Biographie
Fils de l'homme politique Nelson Trad, il est diplômé en médecine de l'Universidade Gama Filho à Rio de Janeiro . Médecin spécialisé en chirurgie générale, urologie, médecine du travail et santé publique. Il était marié à Maria Antonieta Amorim, avec qui il a deux enfants. Il est actuellement marié à Keilla Soares, avec qui il a une fille.
Il a commencé sa carrière politique en tant que directeur adjoint de Previsul (Instituto de Previdência do Estado de Mato Grosso do Sul) sous Pedro Pedrossian.